# Meromorf függvények
A meromorf függvény a komplex analízis egy fogalma. Egy komplex függvény meromorf a komplex sík egy {\displaystyle D} nyílt halmazán, ha itt minden szingularitása izolált pólus. (Az elnevezés az ógörög „meros” (μέρος), magyarul rész, szóból ered, arra utalva, hogy a függvény nem differenciálható a teljes halmazon, csak egy részén.
Minden {\displaystyle D}-n meromorf {\displaystyle f} függvény kifejezhető két ({\displaystyle D}-n) holomorf függvény hányadosaként: {\displaystyle f=g/h} (ahol {\displaystyle h} nem konstans 0), ekkor {\displaystyle h} gyökei éppen {\displaystyle f} pólusai lesznek. Mivel {\displaystyle h} holomorf, ezért ekkor csak izolált pontokban veheti fel a nulla értéket.

## Definíció
Legyen {\displaystyle D\subseteq \mathbb {C} } nemüres nyílt halmaz, {\displaystyle P\subseteq D} az izolált pólusok halmaza.
{\displaystyle f:D\setminus P\to \mathbb {C} }
komplex függvény meromorf (a {\displaystyle D} halmazon) ha {\displaystyle f} holomorf a {\displaystyle D\setminus P} halmazon.
Riemann-felületeken a definíció hasonló: Legyen {\displaystyle Y} nyílt részhalmaz {\displaystyle Y}-ben. {\displaystyle f} meromorf az {\displaystyle Y} halmazon, ha {\displaystyle Y'\subset Y} nyílt, és:
- {\displaystyle f\colon Y'\rightarrow \mathbb {C} } holomorf.
- {\displaystyle P_{f}:=Y\setminus Y'} izolált pontokból áll.
- minden {\displaystyle p\in Y\setminus Y'} pontra {\displaystyle \lim _{x\rightarrow p}|f(x)|=\infty }.

Az {\displaystyle Y\setminus Y'} halmaz az {\displaystyle f} függvény pólusait tartalmazza. Az {\displaystyle Y} halmazon meromorf függvények halmazát {\displaystyle {\mathcal {M}}(Y,\mathbb {C} )} jelöli. Ha {\displaystyle Y} összefüggő, akkor ez egy test, amiben a holomorf függvények integritási tartományt alkotnak. Ha {\displaystyle X} komplex részhalmaz, akkor visszajutunk a komplex definícióhoz.
Nem kompakt Riemann-felületeken a meromorf függvények éppen a holomorfak hányadosai. Kompakt Riemann-felületeken csak konstans holomorf függvények vannak, nem konstans meromorf függvények lehetnek. Az elliptikus görbéken értelmezett meromorf függvényeket elliptikus függvényeknek nevezik.

## Példák

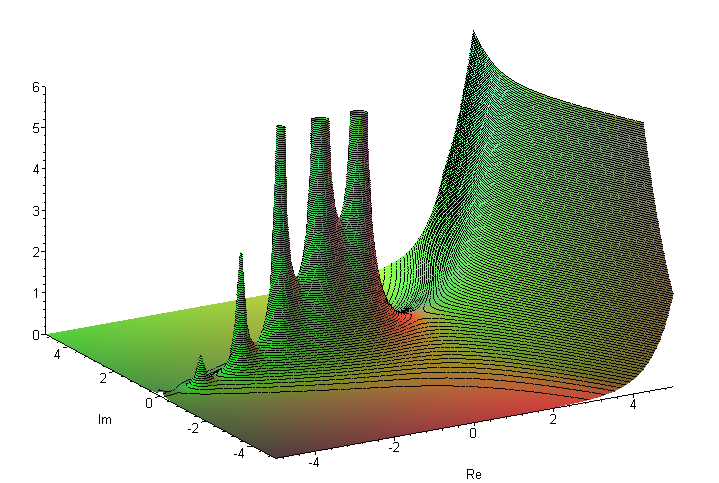
A gamma-függvény meromorf a teljes komplex síkon

- Polinomfüggvények hányadosai, azaz a racionális függvények meromorfak a komplex síkon. Racionális függvény például az alábbi hozzárendelés:

{\displaystyle z\mapsto {\frac {z^{3}-2z+10}{z^{5}+3z-1}}\ }
- Meromorf a gamma-függvény is a teljes komplex síkon.
- A Riemann-féle zéta függvény is meromorf a teljes komplex síkon.
- Meromorfak a teljes komplex síkon alábbi hozzárendelések is:

{\displaystyle z\mapsto {\frac {e^{z}}{z}}\ }
{\displaystyle z\mapsto {\frac {\sin {z}}{(z-1)^{2}}}\ }

## Ellenpéldák
Az
{\displaystyle f(z)=e^{\frac {1}{z}}}
függvény, bár az origón kívül mindenhol értelmezve van, nem meromorf a komplex síkon, mivel a 0-beli szingularitása nem pólus, hanem lényeges szingularitás. Viszont meromorf (mivel holomorf) a {\displaystyle \mathbb {C} \setminus \{0\}} halmazon.
- Ehhez hasonlóan az

{\displaystyle f(z)={\frac {z}{e^{z}-1}}}
függvénynek minden {\displaystyle z=2n\pi i,\left(n\in \mathbb {Z} \right)} alakú pontban szingularitása van, de nem meromorf {\displaystyle \mathbb {C} }-n, mivel a 0-beli szingularitása megszüntethető szingularitás: {\displaystyle \lim _{z\rightarrow 0}f(z)=1}, tehát nem pólus.
- A komplex logaritmusnak

{\displaystyle f(z)=\ln(z)}
nincs a teljes komplex síkon meromorf ága, mivel nem definiálható úgy, hogy csak izolált pontokat zárunk ki az értelmezési tartományból.
- Az {\displaystyle f(z)={\frac {1}{\sin \left({\frac {1}{z}}\right)}}} függvény nem meromorf, mivel {\displaystyle z=0} a pólusok torlódási pontja, ezért nem izolált szingularitás.

## Tulajdonságok
Mivel a meromorf függvény pólusai izoláltak, legfeljebb megszámlálhatóan végtelen sok lehet belőlük. Számosságuk azonban nem feltétlenül véges. Az alábbi példában f megszámlálhatóan végtelen sok pólussal rendelkezik:
{\displaystyle z\mapsto f(z)={\frac {1}{\sin z}}.}

## Többváltozós eset
Többváltozós esetben a holomorf függvények hányadosaként definiálják a meromorf függvényeket. Például {\displaystyle f(z_{1},z_{2})=z_{1}/z_{2}} meromorf a kétdimenziós komplex affin téren. Itt már nem igaz, hogy a meromorf függvények holomorf függvénynek tekinthetők a pólusokon kívül, aminek értékei a Riemann-gömbből veszi fel; van egy két kodimenziós határozatlansági halmaz; a példában ez egy pont, a {\displaystyle (0,0)}.
Magasabb dimenziókban vannak komplex sokaságok, ahol nincsenek nem konstans meromorf függvények. Ilyenek például a komplex tóruszok.